# ربوة المحور العصبي

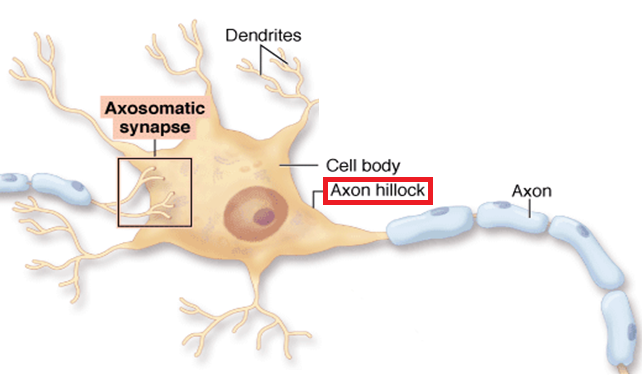
المستطيل الأحمر (Axon Hillock) يشير لربوة المحور العصبي

ربوة المحور العصبي أو رأس المحور (بالإنجليزية: Axon hillock)‏ هو جزء متخصص من جسم الخلية العصبية مهمته ربط الجسم بالمحوار. يمكن تمييزه تحت المجهر الضوئي اعتمادًا على مظهره وموقعه والتوزع المتناثر لمادة نيسل ضمنه.
يشكل بروز المحوار آخر أجزاء جسم الخلية العصبية، حيث تتجمع الجهود الغشائية القادمة من المشابك قبل انتقالها إلى المحوار. اعتقد في السابق -ولسنوات عديدة- أنه مصدر انطلاق جهد الفعل، أو ما يسمى بمنطقة الزناد. تقع القطعة الابتدائية المحوارية بين ذروة البروز والقطعة الابتدائية (غير المغلفة بالميالين) من المحوار، وفي الوقت الحالي، يعتقد أنها أول نقطة لانطلاق جهد الفعل. ومع ذلك، تختلف النقطة الإيجابية التي ينطلق منها جهد الفعل بين الخلايا، وقد تتغير بالتنبيه الهرموني للخلايا العصبية، أو بتأثير نظام الرسول الثاني الخاص بالناقلات العصبية.
يفصل بروز المحوار أيضًا المناطق الغشائية بين جسم الخلية والمحوار، وهذا يسمح بتحديد توضع البروتينات الغشائية ضمن منطقة المحوار أو جسم الخلية.

## وظيفته
تتجمع الجهود المثبطة والمنبهة بعد المشبكية في بروز المحوار، وبمجرد تجاوزها عتبة التنبيه، تنتشر إلى بقية المحوار (ونحو التغصنات في ظاهرة تدعى بالانتشار الخلفي العصبي). ينطلق التنبيه بسبب التغذية الراجعة الإيجابية بين قنوات الصوديوم المحتشدة المعتمدة على الجهد الكهربائي. توجد تلك القنوات في بروز المحوار (وعقد رانفييه) بكثافة عالية، ولا تشاهد بنفس الكثافة في جسم الخلية.
في حالة الراحة، يكون العصبون مستقطبًا، ويبلغ مقدار الجهد داخل الخلية -70 ملي فولت تقريبًا بالنسبة للمحيط. تتحرر الناقلات العصبية المنبهة من العصبونات قبل المشبكية وترتبط بالأشواك التغصنية بعد المشبكية، ثم تنفتح القنوات الأيونية المعتمدة على الربيطات، ما يسمح لأيونات الصوديوم بالدخول إلى الخلية. قد يجعل ذلك الغشاء بعد المشبكي غير مستقطب (أقل سلبية). تنتقل موجة إزالة الاستقطاب نحو بروز المحوار، وتتضاءل بمرور الوقت وابتعاد المسافة. يسمح تكرار هذه الأحداث خلال وقت قصير بنزع استقطاب البروز بدرجة كافية لفتح قنوات الصوديوم المعتمدة على الجهد الكهربائي. بهذه الطريقة، يبدأ جهد الفعل الذي ينتشر لنهاية المحوار.
عندما يدخل الصوديوم إلى الخلية، يصبح جهد الغشاء أكثر إيجابية، ما يؤدي إلى تنشيط كمية أكبر من قنوات الصوديوم. وفي النهاية، يكون معدل دخول أيونات الصوديوم أكبر من خروج البوتاسيوم. يخرج الأخير عبر قنوات البوتاسيوم ثنائية المسام (أو قنوات التسريب)، ما يؤدي إلى حلقة تغذية راجعة إيجابية (مرحلة الارتفاع). عند الوصول للدرجة +40 ملي فولت، تبدأ قنوات الصوديوم المعتمدة على الجهد بالانغلاق (مرحلة الذروة)، وقنوات البوتاسيوم المعتمدة على الجهد بالانفتاح، ما يؤدي لانتقال البوتاسيوم وفقًا لتدرجه الكهروكيميائي، وبالتالي خروجه من الخلية (مرحلة الانخفاض).
تبدي قنوات البوتاسيوم استجابة متأخرة لإعادة استقطاب الغشاء، وقد تستمر بعض أيونات البوتاسيوم بالتدفق حتى بعد الوصول لجهد الراحة، ما يؤدي إلى احتواء الخلية على سائل أكثر سلبية من جهد الراحة، وهذا يمنع انطلاق أي جهد فعل جديد (فترة عصيان أو دور حران). تضمن فترة العصيان انتشار جهد الفعل لأسفل المحوار وعدم عودته للأعلى.
بمجرد انطلاق جهد الفعل الأولي، من منطقة البروز بشكل أساسي، ستنتشر الإشارة حتى نهاية المحوار. في ظل الظروف العادية، يصبح جهد الفعل ضعيفًا بسرعة كبيرة بسبب الطبيعة المسامية لغشاء الخلية. يغلف المحوار بالميالين لضمان انتشار جهد الفعل بشكل أسرع وأكثر كفاءة. يعمل الميالين، وهو أحد مشتقات الكوليسترول، كغلاف عازل يمنع ضياع الإشارة عبر القنوات الأيونية أو قنوات التسريب. يحمل هذا الغلاف فجوات تعزز قوة الإشارة تدعى بعقد رانفييه. يؤدي جهد الفعل إلى زوال استقطاب غشاء الخلية عند وصوله لعقدة رانفييه. عندما يزول استقطاب غشاء الخلية، تنفتح قنوات الصوديوم المعتمدة على الجهد الكهربائي ويتدفق الصوديوم للداخل، ما يؤدي إلى إطلاق جهد فعل جديد.